# HMS Middleton (L74)
HMS Middleton (L74) là một tàu khu trục hộ tống lớp Hunt Kiểu II của Hải quân Hoàng gia Anh Quốc được hạ thủy năm 1941 và đưa ra phục vụ vào năm 1942. Nó đã hoạt động cho đến hết Chiến tranh Thế giới thứ hai, cho đến khi đưa về thành phần dự bị năm 1946 và bị bán để tháo dỡ năm 1958.

## Thiết kế và chế tạo
Middleton thuộc vào số 33 chiếc tàu khu trục lớp Hunt nhóm II, có mạn tàu rộng hơn nhóm I, tạo độ ổn định cho một tháp pháo QF 4 in (100 mm) Mark XVI nòng đôi thứ ba, cũng như cho phép tăng số lượng mìn sâu mang theo từ 40 lên 110.
Middleton được đặt hàng cho hãng Vickers-Armstrongs vào ngày 4 tháng 9 năm 1939 trong khuôn khổ Chương trình Chế tạo Khẩn cấp Chiến tranh 1939, và được đặt lườn tại xưởng tàu Tyne vào ngày 10 tháng 4 năm 1940. Nó được hạ thủy vào ngày 12 tháng 5 năm 1941 và nhập biên chế vào ngày 10 tháng 1 năm 1942. Tên nó được đặt theo tên một rừng săn cáo tại Yorkshire. Con tàu được cộng đồng dân cư Hayes, Hillingdon tại Middlesex đỡ đầu trong khuôn khổ cuộc vận động gây quỹ Tuần lễ Tàu chiến vào tháng 2 năm 1942.

## Lịch sử hoạt động

### 1942
Sau khi hoàn tất trang bị và chạy thử máy, Middleton đi đến Scapa Flow vào tháng 1 năm 1942 để thực tập cùng các tàu chiến thuộc Hạm đội Nhà. Nó được bố trí hộ tống Đoàn tàu vận tải PQ-6 vào ngày 30 tháng 1 trong hành đi băng qua Khu vực Tiếp cận Tây Bắc, và sau đó được phân về Chi hạm đội Khu trục 17 đặt căn cứ tại Scapa Flow. Đến ngày 14 tháng 2, nó cùng tàu khu trục Airedale (L07) và các tàu đánh cá vũ trang HMT Blackfly, HMT Cape Argona và HMT Mariato hộ tống Đoàn tàu PQ-11 đi từ Kirkwall đến Iceland; nó tách khỏi đoàn tàu vào ngày 17 tháng 2 để quay trở lại Scapa Flow. Vào ngày 25 tháng 2, nó cùng tàu khu trục Skate (H39) nằm trong thành phần hộ tống cho các tàu rải mìn Menestheus (M93), Agamemnon (M10), Port Quebec (M59) và Southern Prince (M47) trong hoạt động rải mìn tại khu vực Hàng rào phía Bắc. Nó bị hư hại do thời tiết khắc nghiệt và phải được sửa chữa tại xưởng tàu tư nhân ở Immingham.
Sau khi hoàn tất sửa chữa vào ngày 17 tháng 3, Middleton tiếp nối hoạt động cùng Hạm đội Nhà. Vào ngày 20 tháng 3, nó được bố trí trong thành phần hộ tống hùng mạnh cho Đoàn tàu PQ-13 đi sang Murmansk, Liên Xô và Đoàn tàu QP-9 quay trở về. Lực lượng hộ tống bao gồm các thiết giáp hạm King George V (41) và Duke of York (17), tàu sân bay Victorious (R38), tàu chiến-tuần dương Renown (1916), tàu tuần dương hạng nặng Kent (54), tàu tuần dương hạng nhẹ Edinburgh (16) và các tàu khu trục Ashanti (F51), Bedouin (F67), Echo (H23), Escapade (H17), Eskimo (F75), Faulknor (H62), Foresight (H68), Icarus (D03), Inglefield (D02), Fury (H76), Marne (G35), Onslow (G17), Punjabi (F21), Tartar (F43) và Wheatland (L122), vốn cần thiết do sự hiện diện của thiết giáp hạm Đức Tirpitz và các tàu tuần dương hạng nặng Admiral Scheer và Admiral Hipper ở phía Bắc Na Uy nhằm săn đuổi các đoàn tàu tiếp liệu vượt Bắc Hải sang tiếp tế cho Nga.
Vào ngày 1 tháng 4, Middleton được dự định bố trí tham gia Chiến dịch Myrmidon, một cuộc đột kích vào Bayonne, nhưng kế hoạch bị hủy bỏ. Sau đó nó tham gia một chuyến hộ tống vận tải khác vào ngày 8 tháng 4, cùng với King George V, Duke of York, Victorious, Kent, Nigeria (60) và các tàu khu trục Bedouin, Belvoir (L32), Escapade, Eskimo, Faulknor, Ledbury (L90), Matchless (G52), Offa (G29), Onslow, Somali (F33) và Wheatland hỗ trợ từ xa cho Đoàn tàu PQ-14 đi sang Nga và Đoàn tàu QP-10 quay trở về. Một hoạt động tương tự nhằm bảo vệ cho Đoàn tàu PQ-14 đi sang Nga và Đoàn tàu QP-10 quay trở về được tiến hành vào ngày 26 tháng 4, nhưng còn có sự tham gia của thiết giáp hạm Hoa Kỳ USS Washington (BB-56), các tàu tuần dương hạng nặng USS Tuscaloosa (CA-37) và USS Wichita (CA-45) cùng các tàu khu trục USS Madison (DD-425), USS Plunkett (DD-431), USS Wainwright (DD-419) và USS Wilson (DD-408), vốn được phái đến vùng biển Anh sau khi nhiều tàu chiến chủ lực của Hải quân Hoàng gia bị mất.
Vào ngày 13 tháng 5, Middleton lại tham gia hộ tống cho Duke of York, Victorious, Liverpool (C11), Kent, London (69), Nigeria và Norfolk (78) cùng các tàu khu trục Blankney (L30), Eclipse (H08), Escapade, Faulknor, Fury (H76), Icarus, Inglefield (D02), Lamerton (L88), Marne, Onslow, Oribi (G66) và Wheatland để hộ tống cho tàu tuần dương Trinidad (46) quay trở về sau khi được sửa chữa tại Murmansk. Đến ngày 23 tháng 5, nó lại hộ tống cho Duke of York, USS Washington, Victorious, London và USS Wichita bảo vệ cho Đoàn tàu PQ-16 đi sang Nga và Đoàn tàu QP-12 quay trở về.
Được cử tham gia hộ tống các đoàn tàu tiếp liệu nhằm giải vây cho Malta trong khuôn khổ Chiến dịch Harpoon, Middleton tham gia thành phần hộ tống một đoàn tàu đi từ Clyde vào ngày 5 tháng 6, bao gồm các tàu tuần dương Kenya (14) và Liverpool, các tàu khu trục Onslow, Icarus, Escapade, Bedouin, Marne, Matchless, Ithuriel (H05), Blankney (L30), Partridge (G30), Badsworth (L03) và tàu khu trục Ba Lan ORP Kujawiak. Nó gia nhập Lực lượng X vào ngày 12 tháng 6 để băng qua eo biển Sicily, có sự tham gia bổ sung của tàu tuần dương Cairo (D87) cùng bốn tàu quét mìn. Lực lượng chịu đựng không kích nặng nề của đối phương vào ngày 14 tháng 6, khi tàu tuần dương Liverpool bị trúng ngư lôi; Middleton được cho tách ra để bảo vệ trong khi tàu khu trục Antelope (H36) kéo Liverpool quay trở lại Gibraltar. Nó sau đó quay trở lại Scapa Flow cùng Hạm đội Nhà.
Sang tháng 7, Middleton lại tham gia hộ tống một đoàn tàu vận tải Bắc Cực khác. Đoàn tàu PQ-17 được hỗ trợ từ xa bởi các thiết giáp hạm Duke of York và USS Washington, tàu sân bay Victorious, các tàu tuần dương hạng nhẹ Cumberland (57) và Nigeria cùng các tàu khu trục Ashanti, Blankney, Marne, Escapade, Faulknor, Martin (G44), Onslaught (G04), Onslow, Wheatland, USS Mayrant và USS Rhind. Đoàn tàu bị máy bay và tàu ngầm đối phương quấy phá liên tục. Tuy nhiên, Bộ Hải quân Anh lại đánh giá sai lầm rằng Đoàn tàu PQ 17 đang phải chịu đựng nguy cơ bị tấn công phối hợp bởi Tirpitz, Admiral Scheer, Admiral Hipper và Lützow; một loạt mệnh lệnh được gửi đến đoàn tàu vào ngày 4 tháng 7, cuối cùng ra lệnh cho đoàn tàu vận tải "phân tán" về các cảng Liên Xô. Trong khi đó, được cho là phải đối đầu với một lực lượng đối phương hùng hậu, các tàu tuần dương và tàu khu trục bảo vệ từ xa đã quay mũi hướng về phía Tây, trên thực tế đã bỏ rơi các tàu buôn, khiến chúng bị thiệt hại nặng nề bởi không kích và tàu ngầm đối phương.
Middleton tiếp tục hộ tống đoàn tàu đến được Murmansk, và sau khi chất dỡ hàng tiếp liệu, đã cùng Marne, Martin và Blankney đi đến Archangel vào ngày 20 tháng 7, nơi họ được tiếp liệu và đạn dược nhằm chuẩn bị cho chuyến quay trở về. Tuy nhiên chuyến quay về bị trì hoãn, và nó tiếp tục hoạt động tại khu vực phụ cận Murmansk cho đến ngày 13 tháng 9. Nó gia nhập đoàn tàu QP-14 cho hành trình quay trở về Anh, vốn bao gồm Blankney, ba tàu phòng không phụ trợ, ba tàu quét mìn, bốn tàu corvette và bốn tàu đánh cá vũ trang. Sau khi về đến vùng an toàn, chiếc tàu khu trục tách khỏi đoàn tàu vào ngày 25 tháng 9 và đi đến Scapa Flow.
Middleton đảm trách nhiệm vụ hộ tống vận tải đi lại giữa Anh và Ireland cho đến ngày 22 tháng 11, khi nó cùng Ledbury tham gia thành phần hộ tống cho Đoàn tàu QP-15 từ Nga quay trở về Anh, nhiệm vụ hoàn tất vào ngày 30 tháng 11, và đến ngày 3 tháng 12, con tàu được đưa về đại tu tại một xưởng tàu tư nhân ở Kingston upon Hull.

### 1943
Hoàn tất việc tái trang bị, Middleton gia nhập trở lại Hạm đội Nhà vào ngày 4 tháng 1, 1943, và hoạt động hộ tống vận tải tại chỗ. Vào ngày 17 tháng 1, nó cùng Blankney và Ledbury hộ tống Đoàn tàu JW52 cho đến ngày 21 tháng 1, khi họ bàn giao đoàn tàu cho lực lượng hộ tống đại dương. Đến ngày 5 tháng 2, nó lại cùng Blankney hộ tống Đoàn tàu RA52, và tách khỏi đoàn tàu ba ngày sau đó sau khi đến được Loch Ewe, Scotland. Sang ngày 15 tháng 2, nó lại cùng Meynell (L82) và Pytchley (L92) hộ tống Đoàn tàu JW53 cho đến khi gặp gỡ lực lượng hộ tống đại dương sáu ngày sau đó. Thời tiết xấu và tầm nhìn kém nên rất khó xác định các con tàu có giữ được đội hình hay không, nhiều chiếc phải rút lui, bao gồm Sheffield. Bản thân Middleton cũng buộc phải rút lui về Iceland do thiếu hụt nhiên liệu, nhưng vào lúc đó các tàu hộ tống khác đã có mặt, và đoàn tàu vượt qua thời tiết xấu và các cuộc tấn công của đối phương để đến được Nga.
Middleton sau đó tiếp tục được bố trí hộ tống vận tải đi lại giữa Anh và Ireland. Vào ngày 16 tháng 8, nó cùng Badsworth (L03) hỗ trợ cho các tàu rải mìn phụ trợ Agamemnon (M10) và Menestheus (M93) thuộc Hải đội Rải mìn 1 trong hoạt động rải mìn hàng rào phía Bắc tại eo biển Đan Mạch. Đến ngày 20 tháng 10, nó hộ tống cho các tàu tuần dương hạng nặng London (69) và USS Augusta (CA-31) trong chuyến đi cùng chín tàu khu trục hạm đội thuộc Hạm đội Nhà, hai tàu quét mìn và một tàu corvette đi sang Nga, nhằm hộ tống cho Đoàn tàu RA54A quay trở về Anh. Đoàn tàu có sự gia nhập của tàu khu trục hộ tống Brissenden (L79) và tàu quét mìn Halcyon (J42) vào ngày 10 tháng 11, và về đến Loch Ewe ba ngày sau đó. Vào ngày 22 tháng 11, nó cùng tàu khu trục Saladin (1919) hộ tống cho Đoàn tàu JW54B, tách ra khỏi đoàn tàu ba ngày sau đó. Đến ngày 5 tháng 12, nó cùng các tàu khu trục Saladin, Skate (1917) và Brissenden hộ tống cho Đoàn tàu RA54B, về đến Loch Ewe bốn ngày sau đó.

### 1944
Middleton tiếp tục hoạt động tại vùng biển Nhà và Đại Tây Dương cho đến ngày 10 tháng 3, 1944, khi nó được đại tu tại xưởng tàu của hãng Charles Hill ở Bristol. Hoàn tất việc tái trang bị vào ngày 7 tháng 4, nó chạy thử máy sau sửa chữa trước khi được phân về Chi hạm đội Khu trục 1 đặt căn cứ tại Portsmouth, làm nhiệm vụ tuần tra và hộ tống vận tải tại khu vực eo biển Manche. Vào ngày 20 tháng 4, nó cùng tàu khu trục hộ tống Pháp cùng lớp Hunt La Combattante đối đầu với các tàu phóng lôi E-boat Đức ngoài khơi Beachy Head, rồi sang ngày hôm sau lại cùng tàu khu trục Volunteer (D71) bảo vệ cho một đoàn tàu vận tải khỏi sự tấn công bởi tàu E-Boat đối phương; một chiếc E-Boat Đức đã bị hư hại.
Sang tháng 5, Middleton được huy động trong Chiến dịch Neptune, hoạt động hải quân trực tiếp hỗ trợ cho cuộc Đổ bộ Normandy. Nó được phối thuộc cùng Lực lượng S và tham gia các cuộc thực tập, nơi một cuộc tổng dượt được tiến hành về phía Tây Littlehampton vào ngày 2 tháng 5, rồi làm nhiệm vụ tuần tra phòng thủ khu vực eo biển. Đến ngày D 6 tháng 6, nó cùng tàu khu trục Ba Lan ORP Ślązak bắn hải pháo hỗ trợ cho cuộc đổ bộ lên bãi Sword. Nó tiếp tục vai trò hỗ trợ hỏa lực cho hoạt động quân sự trên bờ trong hơn hai tuần lễ tiếp theo sau tại khu vực Lực lượng Đặc nhiệm phía Đông, nhưng vai trò chính của chiếc tàu khu trục là tuần tra eo biển và bảo vệ các đoàn tàu vận tải tiếp liệu khỏi sự tấn công của tàu ngầm U-Boat và xuồng phóng lôi E-Boat. Con tàu được tiếp liệu tại Portsmouth vào ngày 25 tháng 6, và sau khi Chiến dịch Neptune kết thúc nó đặt căn cứ tại Portsmouth, lằm nhiệm vụ hộ tống vận tải và hỗ trợ các hoạt động quân sự trên bộ.
Vào ngày 28 tháng 8, Middleton tham gia một hoạt động ngăn chặn tàu đổ bộ của đối phương ngoài khơi mũi D'Antifer, Normandy, đánh chìm bốn xuồng đổ bộ đối phương. Sang ngày 6 tháng 9, nó chịu đựng hỏa lực từ các khẩu đội pháo bờ biển đối phương tại mũi Gris-Nez, Pas-de-Calais. Sau đó con tàu được điều động sang Chi hạm đội Khu trục 21 đặt căn cứ tại Sheerness, dưới quyền Tổng tư lệnh Nore, và được bố trí tuần tra ngăn chặn và hộ tống các đoàn tàu vận tải tại khu vực eo biển Manche. Vào lúc này, đối phương tăng cường các hoạt động quấy phá bằng tàu ngầm trang bị ống hơi cũng như các hoạt động rải thủy lôi bằng tàu E-Boat.

### 1945
Middleton tiếp tục đặt căn cứ tại Harwich và hoạt động trong khu vực eo biển Manche cho đến khi Đức đầu hàng, kết thúc xung đột tại Châu Âu vào đầu tháng 5, 1945. Nó tiếp tục hỗ trợ các hoạt động chiếm đóng tại Bắc Hải, cho đến khi được đề cử sang hoạt động tại Viễn Đông. Nó khởi hành từ Portsmouth vào ngày 14 tháng 7 để đi Simonstown, Nam Phi, nơi nó vào ụ tàu vào ngày 4 tháng 8 để được tái trang bị. Tuy nhiên, do Nhật Bản đã chấp nhận đầu hàng vào giữa tháng 8 kết thúc hoàn toàn Thế Chiến II, việc điều động nó sang Viễn Đông bị hủy bỏ, cho dù việc đại tu vẫn được thực hiện.

### Sau chiến tranh
Sau khi việc sửa chữa hoàn tất vào tháng 12, 1945, Middleton lên đường quay trở về Anh, nơi nó được đưa về Hạm đội dự bị tại Portsmouth. Con tàu được chuyển đến Penarth vào năm 1953, rồi được kéo đến Gibraltar trong năm tiếp theo, cho dù vẫn ở thành thành phần dự bị. Nó được kéo trở lại Anh và đưa vào Danh sách loại bỏ vào năm 1956. Con tàu được bán cho hãng BISCO và được kéo đến xưởng tàu Hughes Bolckow vào ngày 4 tháng 10, 1957; việc tháo dỡ được thực hiện từ tháng 2, 1958.
Chiếc chuông của con tàu được bảo tồn tại một nhà thờ ở Birdsall, North Yorkshire.